# Białogórzyno
Białogórzyno [bjawɔɡuˈʐɨnɔ] (tiếng Đức: Bulgrin)  là một ngôi làng thuộc khu hành chính của Gmina Białogard, thuộc quận Białogard, West Pomeranian Voivodeship, ở phía tây bắc Ba Lan. Nó nằm khoảng 11 kilômét (7 mi) phía đông bắc của Białogard và 123 km (76 mi) về phía đông bắc của thủ đô khu vực Szczecin. 

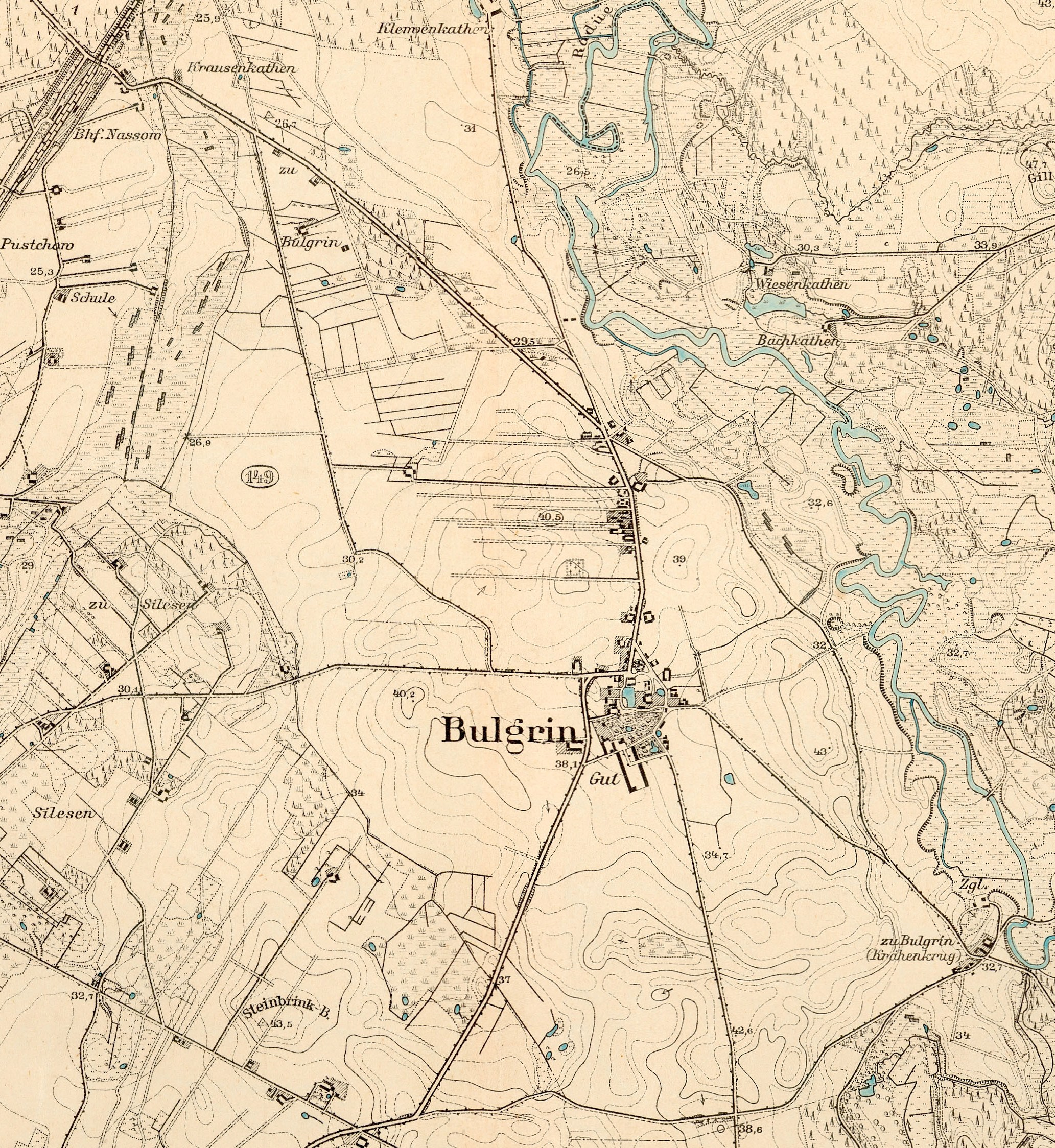
Bản đồ Bulgrin (Białogórzyno) năm 1891